# Consejo de Estado de Asuntos Generales

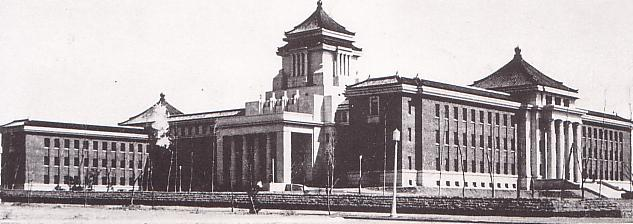
Edificio del Consejo de Estado de Asuntos Generales

El Consejo de Estado de Asuntos Generales (国務院) fue la rama administrativa ejecutiva de facto del gobierno del Imperio de Manchukuo, controlado por los japoneses, de 1934 a 1945.

## Antecedentes
Manchukuo fue proclamado como una monarquía el 1 de marzo de 1934, y Puyi, el ex-emperador de la dinastía Qing, asumió el trono de Manchukuo bajo el nombre de reinado del emperador Kang-de. Un rescripto imperial emitido el mismo día, promulgó la ley orgánica del nuevo estado, estableciendo un Consejo Privado (参議府), un Consejo Legislativo (立法院) y el Consejo de Estado de Asuntos Generales para "asesorar y ayudar al emperador en el desempeño de sus funciones. deberes". El Consejo Privado era un organismo de designación formado por los amigos y confidentes más cercanos de Puyi, y el Consejo Legislativo era en gran medida un organismo honorífico sin autoridad. Por tanto, el Consejo de Estado era el centro del poder político en Manchukuo.

## Labores

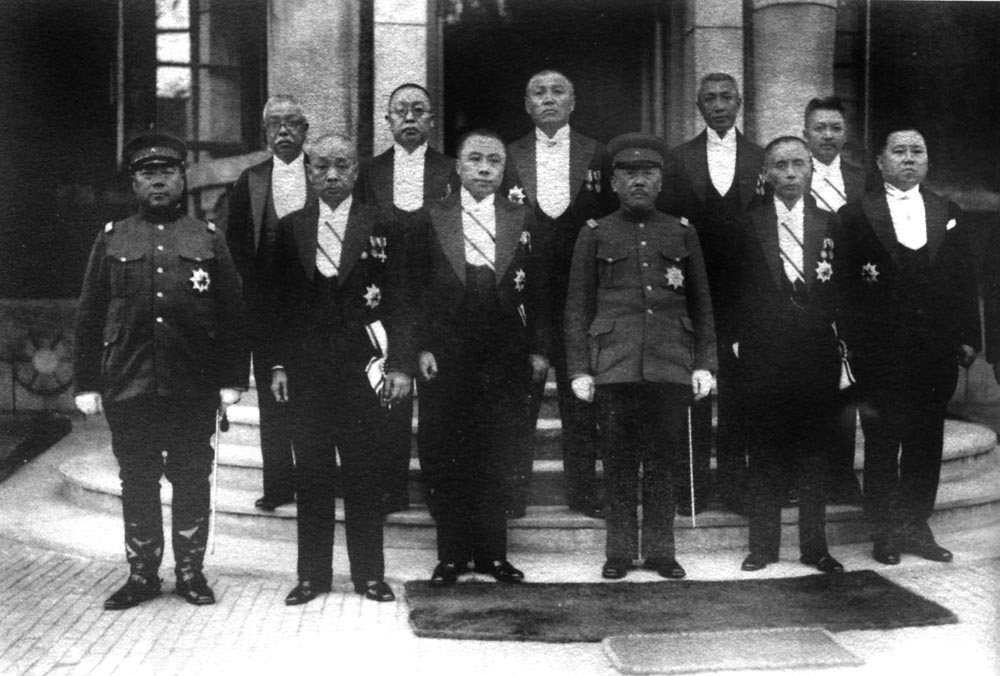
Gabinete de ministros de Manchukuo.

El Consejo de Estado de Asuntos Generales constaba de diez ministerios que formaban un gabinete. Los ministros del gabinete eran todos nativos de Manchukuo, de origen étnico manchú o han, y en todos los casos, los viceministros de cada ministerio eran oficiales del Ejército Imperial Japonés, designados por el liderazgo del Ejército de Kwantung. Los viceministros japoneses desempeñan funciones similares a las de los oficiales británicos residentes en los protectorados británicos de ultramar en el sentido de que tenían la aprobación final sobre cualquier acción de los ministros "nativos". El propio Consejo de Estado estaba presidido por un Secretario General, el primero de los cuales era Takuzo Komai, de etnia japonesa.
La composición inicial del Consejo en el momento del Primer Ministro Zheng Xiaoxu incluía las siguientes carteras:
- Primer Ministro
- Interior
- Relaciones Exteriores
- Defensa
- Finanzas
- Industria y agricultura
- Transporte y Comunicaciones
- Justicia
- Educación
- Asuntos de Mongolia

## Lugar de reunión
El edificio del Consejo de Estado era una imponente estructura de cinco pisos con dos alas de cuatro pisos hecha de cemento en el centro de Hsinking, reforzado además con un pórtico con un techo pseudo-oriental con torres. El edificio fue diseñado para que su entrada principal estuviera orientada hacia el oeste. El edificio todavía está en uso hoy en día por el gobierno provincial de Jilin de la República Popular China. Cada uno de los principales ministerios a nivel de gabinete también tenía su propio edificio imponente. Muchas de estas estructuras todavía se utilizan en diversas capacidades en la China moderna.